# Swan Songs (álbum de Epik High)
Swan Songs es el título del tercer álbum de estudio de la banda de hip hop surcoreana Epik High. Este álbum contiene los hits de la banda Fly y Paris. Fue lanzado en 2005, y a partir de este álbum se hizo una reedición llamada Black Swan Songs, que fue el siguiente álbum de la banda.

## Lista de canciones
1. Innisfree (Intro)
2. Yesterday
3. Lesson 3 (MC)
4. Fly
5. Funkdamental
6. 그녀는 몰라
7. Ride
8. 이별, 만남... 그 중점에서
9. The Epikurean (Intermission)
10. Paris
11. Let It Rain
12. 도시가 눈을 감지 않는 이유
13. Follow the Flow
14. Swan Song
15. Goodbye (Outro)
16. Bone Us: Elements